# Ley de la Consagración
En la Iglesia de Jesucristo de los Santos de los Últimos Días (IJSUD), la Ley de la Consagración tiene dos significados generales. Cuando el término fue empleado por primera vez en 1831 por Joseph Smith (en inglés Doctrina y Convenios [Doctrine and Covenants]), se trataba de una doctrina cercana al socialismo cristiano por la cual a los Santos de los Últimos Días se les pedía que donaran (consagraran) su propiedad a la Iglesia de Cristo, después de lo cual la iglesia asignaría a cada miembro la administración de dicha propiedad. El individuo mantenía por lo general un control absoluto sobre la propiedad que le había sido delegada. La organización creada para gestionar la Ley de Consagración se llamó la Orden Unida.
Esta doctrina que era similar a la de muchos otros grupos religiosos en el siglo xix; fue un intento de recrear el comunismo/comunalismo religioso practicado en el primer siglo d. C. por los santos cristianos. El término 'ley de consagración' ha desarrollado un significado diferente dentro de la IJSUD desde que las prácticas de la Orden Unida se abandonaran durante el siglo xix. La consagración se entiende como la dedicación altruista del tiempo de uno, ayudando así a «construir Sion». Bajo esta referencia se entienden: la propagación del evangelio, el trabajo genealógico del templo y de la familia y la profundización del evangelio en los miembros ofreciéndose uno mismo para la enseñanza, el liderazgo y el servicio al prójimo. Para pagar por todo esto, se recoge de entre los miembros más píos un diezmo. Otros fondos que se recogen son generosas «ofrendas de ayuno», que en la jerga de la IJSUD son básicamente donaciones a los pobres; un fondo general humanitario; un fondo perpetuo para educación; un fondo general para las misiones, y un fondo de construcción de templos. La mayor parte de los miembros practicantes son invitados a participar en actividades no remuneradas como profesores, directores de jóvenes o adultos, geneólogos familiares o del templo, pudiendo acceder básicamente a participar en cualquier posición de liderazgo en la Iglesia si, es fiel a los mandamientos, y los líderes responsables de llamarle sienten que es la persona indicada para extender la invitación.
Los principios y motivaciones subyacentes que deben estar presentes para que ambos sentidos de la Ley de Consagración tengan efecto son el amor a Dios y a los Hombres (caridad), «un ojo centrado en la gloria de Dios», aceptación pronta de responsabilidades administrativas incluyendo el ferviente deseo de trabajar unidos por el bien común, aplicación correcta de la autoridad sacerdotal sin dominación injusta ni recurso al brazo de la carne y una firme admisión de que «el cuerpo tiene necesidad de cada miembro» y cada esfuerzo sincero personal deberá ser tenido en igual estima. Donde estas motivaciones sean defectuosas o no estén presentes, la Ley de Consagración, por definición, no está siendo practicada.

## Orígenes
Los orígenes se pueden trazar desde tres acontecimientos distintos que dieron unos motivos determinados para su establecimiento:
- El descubrimiento por parte de Joseph Smith de un grupo de 50 personas, que se hacían llamar 'la familia', viviendo en la granja de Isaac Morleya en Kirtland, Ohio. Estos miembros de la IJSUD, antiguos seguidores de Sidney Rigdon habían establecido una cooperativa basada en afirmaciones del Libro de Actos.[2]

- El gran número de feligreses pobres que se unían a la fe en Kirtland. Se necesitaba dinero para publicar libros y folletos.

- La revelación que Joseph Smith tuvo el 9 de febrero de 1831 detallando la Ley de Consagración.[8]